# College (pel·lícula de 1927)
College és una pel·lícula muda de comèdia i drama de 1927 dirigida per James W. Horne i Buster Keaton, i protagonitzada per Keaton, Anne Cornwall, i Harold Goodwin.

## Trama
Al sud de Califòrnia, Ronald es gradua de secundària com l'"estudiós més brillant". En la seva graduació, Ronald parla sobre "la maledicció de l'esportista", argumentant que els llibres són més importants que l'atletisme. El seu discurs ofen la major part del cos estudiantil, especialment el popular atleta Jeff, i fa que la estimada de Ronald, Mary, el rebutgi.
Ronald decideix seguir Mary a Clayton, que el degà descriu com una "universitat infestada d'atletes". Amb l'esperança d'impressionar la Mary, Ronald prova per als equips de beisbol i atletisme, però demostra ser totalment inepte. Al mateix temps, intenta treballar com a cambrer a blackface mentre intenta mantenir aquests treballs en secret per a Mary, que ha començat a sortir amb Jeff.
Finalment, el degà li pregunta a Ronald per què pateixen les seves notes. Després que Ronald li expliqui la situació, el degà empatitza amb ell i ordena a l'entrenador de rem que faci de Ronald el timoner en la propera competició. L'entrenador intenta sabotejar en Ronald posant-li una poció per dormir perquè no pugui competir, però la poció és consumida accidentalment per l'altre timonel de l'equip. Tot i que Ronald va bolcar el vaixell, treure el timó a mitja regata i provocar col·lisions amb altres vaixells, l'equip de Clayton guanya la regata de totes maneres.
Mentrestant, la Mary comença a apreciar els esforços inútils de Ronald per impressionar-la. No obstant això, el dia de la cursa de vaixells, Jeff és expulsat de la universitat i la pren com a ostatge a la seva habitació, tancant-se en un esforç per fer-la expulsar perquè es casarà amb ell. Al final, aconsegueix contactar per telèfon amb Ronald, que en una sobtada demostració d'atletisme corre cap al seu dormitori, salt amb perxa a la seva finestra, i lluita contra Jeff llançant-li objectes de la llar i demostrant habilitats amb javelina. llançament de pes i futbol d'entrada. Mary accepta casar-se amb Ronald i viuen la resta de les seves vides junts, acabant amb un tret de làpides una al costat de l'altra.

## Repartiment
- Buster Keaton com a Ronald
- Anne Cornwall com a Mary Haynes
- Harold Goodwin com a Jeff
- Flora Bramley com a amiga de Mary
- Snitz Edwards com a Dean Edwards
- Carl Harbaugh com a entrenador de la tripulació
- Sam Crawford com a entrenador de beisbol
- Florence Turner com a mare de Ronald
- Madame Sul-Te-Wan com a cuinera principal